# Der Tiger aus Taipeh
Der Tiger aus Taipeh (alternativer Titel: Verschwörung in Amsterdam, chinesisch 荷京喋血) ist einer der weniger bekannten Filme mit Robert Mitchum in der Hauptrolle. Er war einer der Versuche von Robert Clouse und Raymond Chow, mit einer aus asiatischen und amerikanischen Profis zusammengesetzten Crew den Erfolg von Der Mann mit der Todeskralle zu wiederholen. 

## Handlung
Der Ex-Polizist Quinlan (Robert Mitchum) wurde unehrenhaft vorzeitig aus dem Dienst entlassen. Aus gegebenem Anlass bekommt er von der DEA den Auftrag, verdeckte Ermittlungen anzustellen und einen Verräter innerhalb der Organisation zu entlarven. Für seinen Einsatz wird dem Helden, wie so oft in Action-Filmen, Amnestie versprochen.

## Produktion
Der Routinier Robert Mitchum (damals immerhin schon seit 33 Jahren erfolgreich in der Branche tätig) soll einen gewissen Kulturschock erlitten haben, zumal er – wie man es in Hongkong immer noch von den Stars kennt – seine eigenen Stunts machen sollte. Am Set soll schließlich eine ausgesprochen feindselige Atmosphäre geherrscht haben, so dass Mitchum sich schließlich ernsthaft unsicher fühlte. Seine Beunruhigung war in Anbetracht der Vorfälle bei früheren Filmen von Robert Clouse nicht ganz unbegründet. Bei Aufnahmen zum bekanntesten Film von Robert Clouse (Der Mann mit der Todeskralle) hatte Robert Clouse bei einer Actionszene auf der Verwendung echter Flaschen bestanden und nach einer dadurch verursachten Verletzung von Bruce Lee am Drehort das Gerücht verbreitet, Bruce Lee wolle seinen Gegenspieler aus dieser Szene nun wirklich töten. Bei den Dreharbeiten zu McGee, der Tiger war es zuletzt zwischen dem Hauptdarsteller und seinem Gegenspieler zu einer echten Schlägerei mit ernstzunehmenden Verletzungen gekommen, während Robert Clouse die Kamera hatte weiterlaufen lassen, auch als Rod Taylor dabei mit einer echten Flasche auf den Kopf geschlagen worden war. Janet Maslin von der New York Times bescheinigte Robert Mitchum aber später, dass er in Anbetracht der Umstände eine beeindruckende Darstellung abgeliefert hätte.
Ausführender Produzent des Films war Raymond Chow.

## Kritik
„Mr. Clouse erweist sich als geeignet, zu zeigen, wie ein Auto durch ein Hausboot fährt und in einer Gracht landet, ohne dass er dabei auch nur die geringste Spannung entstehen lässt. (Mr. Clouse proves himself capable of showing a car being driven through a houseboat and into a canal without generating any excitement at all.) Das gleiche bewahrheitet sich bei der den Film abschließenden Zerstörungsorgie, in die ein Bulldozer, ein Gewächshaus und eine gewaltige Anzahl unschuldiger Mutterblümchen und Rosen verwickelt sind. (The same thing holds true for the film's final demolition scene, which involves a bulldozer, a greenhouse and a very large number of innocent mums and roses.)“